# Louis Rivié
Louis Rivié, né le 25 mars 1911 à Souk El Arba et mort le 29 octobre 1994 à Perpignan, est un militaire et résistant français, Compagnon de la Libération. 

## Biographie

### Jeunesse et formation
Fils d'un gendarme affecté au Protectorat français de Tunisie, Louis Rivié naît le 25 mars 1911 à Souk El Arba. Suivant les traces paternelles, il est enfant de troupe au lycée militaire d'Autun de 1924 à 1929 avant de s'engager dans l'armée. Affecté au 56e régiment d'artillerie, il est promu maréchal des logis puis aspirant et entre à l'école d'officiers d'artillerie à Poitiers en 1937. À l'issue de cette formation l'année suivante, il est promu sous-lieutenant et muté au 108e régiment d'artillerie.

### Seconde Guerre mondiale
Toujours au 108e RA lorsque débute la seconde guerre mondiale, Louis Rivié participe à la bataille de France au cours de laquelle il est blessé le 12 juin 1940 près de Rethel. En désaccord avec l'armistice du 22 juin 1940 et ayant pris connaissance de l'appel du général de Gaulle, il tente plusieurs fois sans succès de s'évader vers l'Angleterre pour rejondre la France libre. Toujours militaire au sein de l'armée d'armistice, il est promu lieutenant en octobre 1940 et demande sa mutation au Levant. Arrivé en Syrie en décembre 1940, il est affecté au Groupement Tcherkess du commandant Collet dont il prend le commandement d'un des escadrons. Profitant de ses patrouilles dans le désert, il noue des contacts avec des membres de la France libre présent en Palestine mandataire et aide plusieurs résistants à passer sur ce territoire britannique. Sous l'impulsion du commandant Collet, lui aussi partisan du général de Gaulle, il reste à son poste pour préparer un ralliement de la Syrie. Celui-ci n'ayant pas lieu, il décide de s'évader en Palestine en amenant avec lui la totalité de son escadron,. Engagé dans les forces françaises libres le 25 mai 1941, il est condamné à mort par les autorités du régime de Vichy qu'il combat dès le mois suivant pendant la campagne de Syrie. 
Après une mission à Palmyre où il réorganise une compagnie de méharistes puis à Alep où il commande une batterie d'artillerie, il est muté au 1er régiment d'artillerie des forces françaises libres de la 1re division française libre (1re DFL). Il prend alors part à la guerre du désert en Libye et en Égypte où il participe à la seconde bataille d'El Alamein. Promu capitaine en février 1943, il est ensuite engagé dans la campagne de Tunisie puis dans la campagne d'Italie lors de laquelle il est grièvement blessé le 21 mai 1944 lors des combats de Pontecorvo,. Remis sur pieds, il participe au débarquement de Provence et à la bataille de Toulon. Il suit ensuite l'avancée de la 1re DFL dans la libération de la France et prend part à la bataille des Vosges puis à la bataille d'Alsace.

### Après-Guerre
Restant dans l'armée, Louis Rivié est affecté à Madagascar. En 1947, il est muté à Berlin où il fait partie de l'État-major des forces françaises en Allemagne jusqu'en 1952. Promu commandant, il fait son retour en Tunisie où il dirige le 1er bureau (gestion des effectifs) des forces françaises jusqu'en 1957. Revenu en métropole, il est affecté au 9e régiment d'artillerie. En 1960, il est promu lieutenant-colonel et prend le commandement du 1er régiment d'artillerie qu'il dirige dans les Aurès pendant la guerre d'Algérie. Il s'installe ensuite dans les Pyrénées-Orientales où il est chef de la subdivision militaire de 1962 à 1966. Toujours dans le même département, il est ensuite délégué militaire départemental de 1966 jusqu'à sa retraite au grade de colonel.
Louis Rivié meurt le 29 octobre 1994 à Perpignan où il est inhumé au cimetière du sud jusqu'en 2022, année où il transféré au cimetière nouveau de Saleilles,.

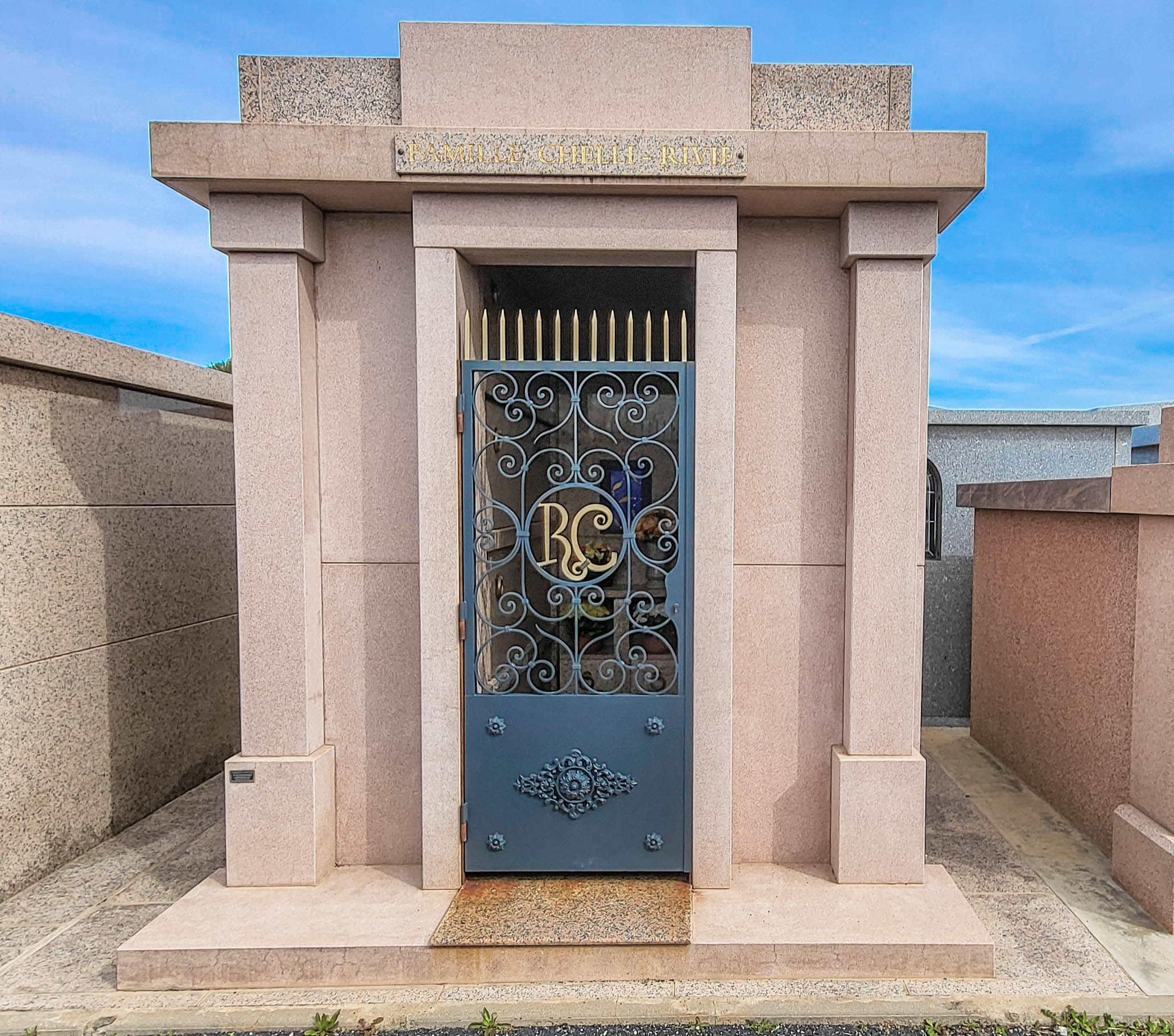
Vue de la sépulture.
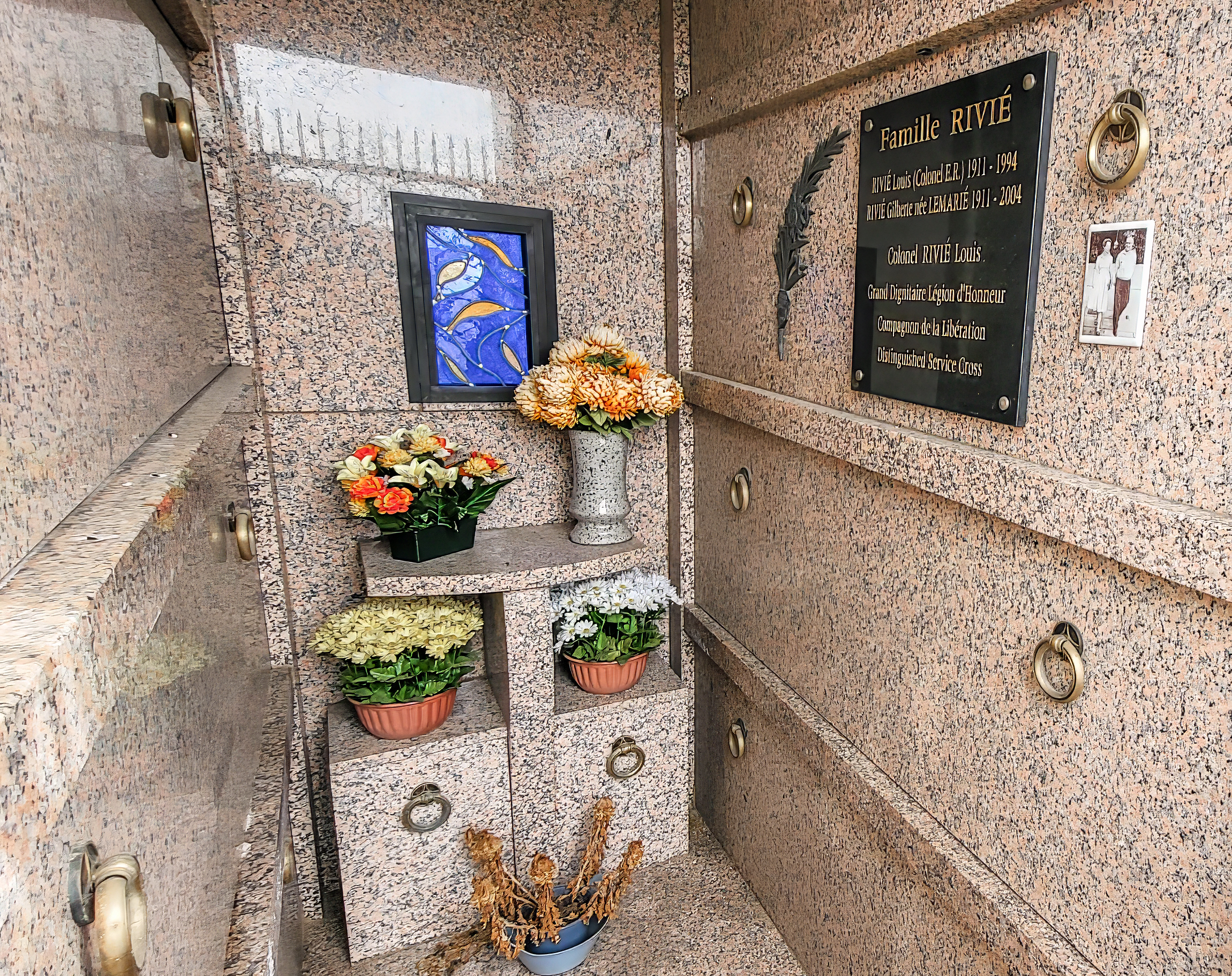
Intérieur de la sépulture.

## Décorations
|  |  |  |
|  |  |  |
|  |  |  |
|  |  |  |
|  |  |  |

| Grand officier de la Légion d'Honneur                         | Grand officier de la Légion d'Honneur                         | Grand officier de la Légion d'Honneur                         | Compagnon de la Libération Par décret du 28 mai 1945                                              | Compagnon de la Libération Par décret du 28 mai 1945                                              | Compagnon de la Libération Par décret du 28 mai 1945                                              | Croix de guerre 1939-1945                                            | Croix de guerre 1939-1945                                            | Croix de guerre 1939-1945                                            |
| Croix de la Valeur militaire Avec deux étoiles d'argent       | Croix de la Valeur militaire Avec deux étoiles d'argent       | Croix de la Valeur militaire Avec deux étoiles d'argent       | Médaille des blessés de guerre                                                                    | Médaille des blessés de guerre                                                                    | Médaille des blessés de guerre                                                                    | Médaille de la Résistance française                                  | Médaille de la Résistance française                                  | Médaille de la Résistance française                                  |
| Croix du combattant volontaire Avec agrafe "Guerre 1939-1945" | Croix du combattant volontaire Avec agrafe "Guerre 1939-1945" | Croix du combattant volontaire Avec agrafe "Guerre 1939-1945" | Croix du combattant volontaire de la Résistance                                                   | Croix du combattant volontaire de la Résistance                                                   | Croix du combattant volontaire de la Résistance                                                   | Croix du combattant                                                  | Croix du combattant                                                  | Croix du combattant                                                  |
| Médaille coloniale                                            | Médaille coloniale                                            | Médaille coloniale                                            | Médaille commémorative française de la guerre 1939-1945                                           | Médaille commémorative française de la guerre 1939-1945                                           | Médaille commémorative française de la guerre 1939-1945                                           | Médaille commémorative des services volontaires dans la France libre | Médaille commémorative des services volontaires dans la France libre | Médaille commémorative des services volontaires dans la France libre |
| Médaille commémorative de la campagne d'Italie                | Médaille commémorative de la campagne d'Italie                | Médaille commémorative de la campagne d'Italie                | Médaille commémorative des opérations de sécurité et de maintien de l'ordre Avec agrafe "Algérie" | Médaille commémorative des opérations de sécurité et de maintien de l'ordre Avec agrafe "Algérie" | Médaille commémorative des opérations de sécurité et de maintien de l'ordre Avec agrafe "Algérie" | Distinguished Service Cross (États-Unis)                             | Distinguished Service Cross (États-Unis)                             | Distinguished Service Cross (États-Unis)                             |